# 대한민국 제3공화국
대한민국 제3공화국(大韓民國第三共和國)은 1961년 5·16 군사정변에 의한 군정 아래에서 1962년 12월 17일에 실시된 국민 투표로 공포, 시행된 헌법에 따라 설립한 대한민국의 세 번째 공화 헌정 체제이다. 이 헌법에 따라 이듬해 10월 15일에 실시된 제5대 대통령 선거에서 국민의 직접 선거로 박정희가 대통령에 선출되었고, 1963년 12월 17일 제3공화국이 정식 출범하였다. 제3공화국은 1972년 10월 17일 헌법을 개정하여 유신체제로 변경하면서 끝났다.
박정희 정부는 제1차 경제 개발 5개년 계획을 추진하였으며, 경부고속도로를 비롯한 도로와 항만, 공항 등의 사회 간접 자본도 확충하여 전국이 일일생활권에 들어갔다. 또, 간척 사업과 작물의 품종 개량으로 식량 생산도 증대되었다. 이 과정에서 대한민국 내 자본의 축적이 이루어져 외국 자본에 의존하던 자본 구조가 어느 정도 개선되었으나, 자본 집중이 심화되어 소수의 재벌들이 생산과 소득에서 지배적인 위치를 차지하게 되었고, 대한민국 내 산업의 수출 의존도가 심화되며, 민주주의가 억압되는 등 큰 문제점들이 나타났다.
1970년대에 들어서는 산업화로 인해 크게 늘어난 공장 노동자들의 권익 보호를 위한 노동 운동이 활발해지기 시작하였다. 정부의 강경한 탄압에도 불구하고, 임금 인상, 노동 조건 개선, 기업가의 경영 합리화와 노동자에 대한 인격적 대우 등을 주장하는 노동운동이 전국적으로 확산되었다.
한편, 제3공화국은 반공주의를 국가 정책으로 내걸고 반공주의 교육을 강화하고, 능률과 실질을 중시하는 기능 양성 교육에 중점을 두었다. 이런 상황에서 교육 자치제는 명목상으로만 존재하고, 교육의 중앙 집권화와 관료적 통제는 계속되었다. 1968년에 발표한 국민교육헌장은 이 시기 교육의 방향을 제시한 것이었다.

## 성립 배경
제2공화국의 내각제를 폐기하고 막강한 대통령 중심제를 채택하였다. 대통령은 국민 투표로 직접 선출되었다. 박정희는 1963년, 1967년 대통령 선거에서 대통령에 당선되었다.
1969년 제6차 개헌을 국민 투표를 통해 통과시켜 3선의 기반을 만들었다. 박정희는 1971년 대통령 선거에서도 김대중을 이기고, 대통령에 당선되었다.

## 정치
1965년에 한일국교정상화를 추진하였다. 야당은 반대했고 학생들도 반대시위를 일으켰지만, 6월에 일본과 몇몇 조약 및 협정을 체결했다. 1965년 한일협정 체결 등을 통해 국가 기틀을 다질 자금을 마련했다. 6·3 항쟁이 일어나 무력으로 진압했다.
1966년 9월 22일 국회에서 한국비료주식회사가 사카린을 밀수한 일로 대정부 질문 중 국회의원 김두한이 국무위원들에게 미리 준비한 인분을 투척한 국회 오물투척사건이 있었다.
1967년 박정희는 윤보선 등을 꺾고 재선에 성공하여 제6대 대통령이 된다. 1967년 6월 8일 제7대 총선을 통해 각 지역구에서 소선거구제를 통한 직접선거로 131명을 선출하였다. 정당별 득표율에 따라 선출한 44명의 전국구를 포함하여 대한민국 제7대 국회의원은 모두 175명이다.
1972년의 박정희의 지시로 이후락이 조선민주주의인민공화국에 파견되어 김일성과 만나 자주, 평화, 민족대단결의 3대 통일 원칙 제정하였다. 1972년 7월 4일 7·4 남북 공동 성명을 발표하였다. 이는 국제적 데탕트 분위기와 주한미군 철수선언, 군비경쟁 축소를 위해 제정되었으나 이후 통일논의를 통해 남북 양측이 자국 권력기반 강화를 위해 이용되었다.

## 경제
제2공화국 정부에서부터 계획되었던 5개년 계획안이 제3공화국 정부로 넘어오면서 경제개발 5개년 계획안이 수정되어 본격적으로 실시되었다.
이 시기에는 주로 경공업 위주 중심의 수출주도형 전략이었다. 이러한 전략으로 수출산업이 크게 육성되었고, 사회간접자본이 확충되었다. 1964년 8월 식량증산 7개년계획 발표하여 1965년부터 시행하였다. 1967년 12월 농어촌개발공사를 창립하였고 1969년 2월 농업기계화 8개년 계획을 확정하고 그해 11월 1일 농어촌근대화촉진법이 승인되었다. 국토 종합 개발 계획 등을 실시하고 식량 증산 계획과 벼품종 개량 등을 시도하여 경제 부양을 시도하였다. 1968년에 경부고속국도를 착공하여 1970년에 완전개통하였다. 이 시기에 화폐를 환화에서 원화로 바꾸었다. 1970년 수출 10억 달러를 달성하였다.
같은해 8월 21일 관세청을 개청하였으며 1971년 10월 25일 내수용 생산업체에서도 수출을 의무화할 것을 지시하였다.1972년 제3차 경제개발 5개년계획을 실시하였고 1월 27일 제3차 인력개발 5개년 계획을 확정하였다. 2월 9일에는 녹색혁명을 추진, 통일벼를 개발하였으며 쌀의 국내 자체생산 및 완전 자급자족은 1976년에 달성한다. 1972년 8월 3일 기업사채 동결 등 긴급 명령을 발표하였다.

## 사회
1963년 4월 17일 근로자의 날 제정에 관한 법률을 만들었다. 1970년 4월에는 새마을 운동을 제창, 시작하였다. 1971년 12월 25일 서울의 대연각호텔에서 큰 화재가 발생하여 167명의 사망자가 발생하였다.

## 문화
1963년 8월 8일 국사교육 통일방안을 선포하였다. 1968년 안호상, 박종홍 등 학자들을 초빙하여 국민교육헌장을 제정 반포하게 하여 새로운 시대를 여는 바람직한 한국인상, 국적 있는 교육의 전개를 강조하였고 이는 국민교육화되었으나, 김영삼 정부 초인 1994년에 폐기되었다. 박정희는 정치의 최우선 과제를 교육에 두었으며, 과학기술교육의 진흥을 목적으로 실업계학교 장려와 1973년부터 대덕연구단지 조성사업을 추진하였다. 1978년에는 한국정신문화연구원을 설립 하여 한국학 및 한국문화 연구의 본산을 조성하였다.

## 외교
허정 과도정권을 이은 제2공화국의 장면 내각의 외교목표는 사실상 이행되지 못한 채 5·16 군사정변을 맞았다. 당시 군사정부의 혁명공약에 나타난 외교정책 부분을 보면 과거의 정책과는 다른 일면의 요소를 발견할 수 있다. 군사정부는 경제력의 증강과 반공결의의 공고화에 의한 국토통일의 목표달성을 강조하고 있다. 이와 같은 군사정부의 외교정책은 1963년에 5·16 군사정변의 주체였던 박정희가 대통령이 됨으로써 더욱 뚜렷이 부각되었다. 제3공화국은 다음과 같은 외교정책의 목표를 이행하려고 하였다: (1) 적극적인 다변외교(多邊外交)를 지향하여 중립노선(中立路線)을 표방하고 있는 국가와의 외교관계 수립을 목표로 하였다. 미국은 쿠데타로 집권한 박정희를 불신하였으나, 베트남 참전 결정은 이러한 미국의 시각을 완화시켜 주었다. 미국은 닉슨 독트린에 따라 주한 미군을 감축하였고 한국은 자주국방을 위하여 대미 일변도를 탈피하려는 노력을 기울였다. 1971년부터 비적성(非敵性) 공산국가와의 통상관계 허용을 선언하고 할슈타인 원칙을 전면 폐지하였다. (2) 경제외교(經濟外交)의 강화를 목표로 하여, 한국은 서구 제국과의 우호·친선관계를 유지·강화하는 데 노력하는 한편, 경제개발 계획의 성취를 위한 경제외교를 적극 추진하여 각국과의 자본협력 및 기술협력 관계를 가일층 강화하고 통상관계를 증진시키는 데 노력하였다. 특히 서구국가 중 독일 연방공화국과의 관계가 가장 중심이 되었다. 한국 정부는 아르헨티나의 땅을 사들여 해외농업투자를 하였으나 성공적이지는 못했다. (3) 한국은 미국의 압력과 경제개발의 자금 충당이라는 동기로, 국내 야당과 대학생들의 반대를 무릅쓰고 일본과의 국교를 정상화하였다. (4) 또한, 지역안전 방위체제를 염두에 둔 아시아·태평양이사회의 창설을 주도하였으나, 회원국들의 반대로 문화 및 경제협력기구에 머물렀다. 이러한 일련의 노력은 한국의 외교정책을 현실화시키는 한편 한국외교의 방향전환에 기틀을 제공했던 것이다. 특히 한국의 입장에서 본다면, 1960년대와 1970년대의 초반은 세계정치의 격변기였다. 따라서 한국 외교정책의 시련기이기도 한 것이다.
제3공화국 정부는 12월 21일 서독에 광부 1진 123명을 파견하는 것을 시작으로 기술근로자 파견을 통한 일자리 창출 사업을 추진하였다. 이는 1960년 여름, 제2공화국 정부의 대표단(대표:백영훈)이 서독의 경제부 노동국장을 만나 3000만 USD의 차관을 빌리는 조건으로 파견하는 것이었다. 이후 프랑스, 독일 등지에 광부, 의사, 간호원이 파견되었고 서남아시아에는 건설기술자들이 파견되었다. 한국 간호사와 광부들의 숨은 노력으로 1961년 말 독일 언론에서는 한국의 간호사와 광부들을 '살아있는 천사'로 묘사하였다.

### 한미 관계
박정희는 집권 초 미국으로부터 승인받지 못하였고, 원만하지 못한 관계를 형성했다. 군사 정변 초기부터 공산주의자 라는 의혹을 받았고 이 의혹은 1960년대 내내 박정희를 국내외에서 괴롭혔다. 1962년 이후 미국 정부의 정변 승인을 얻어내기는 하였지만 미국과의 관계는 우호적이지 못하였다. 미국은 군사정부가 들어선 뒤에도 박정희를 승인하지 않고 정권교체 의지를 분명히 표현하였으나 박정희가 제5대 대통령 선거에서 대통령에 당선된 뒤인 1964년, 제3공화국 정부가 베트남 전쟁을 지원하겠다고 약속하자 미국은 일단 박정권을 향후 10년 이상 지지하겠다고 하여 정권교체 의사를 보류하기도 하였다. 한편 미국 문서에는 워싱턴의 인사들이 박정희를 파악하기 위해 정일권을 미국으로 불러들여 하버드대학교에서 만났던 내용이 수록되어 있다.
박정희 대통령은 1965년 5월 16일 오후 수행원들을 대동하고 린든 존슨 미국 대통령이 보내준 대통령 전용기를 타고 미국을 방문하였다. 출발전 김포공항에서의 인사에서 자주, 자립을 강조하였다. 1965년 5월 17일 한미정상회담을 한 뒤 5월 18일 미국 순방을 하였다. 1965년 5월 22일 아침 피츠버그의 존스 앤드 로린 철강회사를 방문하여 군정 시절에 종합제철공장 건설을 시도하다가 좌절한 그는 공장내부를 돌아보았다. 22일 오전 10시 20분에 피츠버그 공항에서 플로리다 주의 우주기지인 케이프 케네디에 도착하여 로켓발사 시험을 참관하고 돌아왔다.
1968년 초부터 한국 정부는 미국의 군사지원에 계속 의존함에 대한 한계를 인식하여 자주국방을 강조했다. 그럼에도 불구하고 주한미군 철수를 위한 협상요청을 완강히 거부한 한국 정부는 1975년까지는 주한미군 전력이 유지돼야 한다고 주장했으나 닉슨 행정부는 한국군 현대화 지원을 조건으로 1971년 6월까지 주한미군 지상군 1개 사단 병력 약 2만명을 철수시켰고 이후 인권정책을 도덕외교의 핵심으로 내세운 카터 행정부는 이를 주한미군 철수와 연계시키면서 박정희 정부를 압박했다.
베트남 전쟁으로 가속화된 미국내의 여론과 1960년대에 세계 도처에서 파생된 변화는 세계구조의 점진적인 변모를 야기시켰다. 이러한 국제적인 권력구조의 변화에 적응하기 위한 미국의 닉슨 독트린(1969년 7월 25일)은 동북아시아의 안보문제에 대한 견해차를 드러냈다. 미국은 한국의 반대와 한국군의 베트남 파병에도 불구하고 주한 미군 병력 중 2개 사단을 감축시키고(1960년대부터 1971년), 비무장지대(DMZ)의 경계 지역에 배치되었던 전방 미군사단을 후방으로 옮겼다. 이와 같은 일련의 움직임은 한국으로 하여금 한국의 안보는 한국 자체의 힘에 의존하지 않을 수 없게 만들었고 동시에 한국의 대미일변도(對美一邊倒) 정책을 재검토하게 만들었다.

### 한일 관계
한국과 일본은 1951년부터 1965년 한일기본조약(또는 한일협정)이 타결되기까지 14년간 총 7차례에 걸쳐 회담을 진행해왔다. 제3공화국 정부는 제1차 경제개발계획이 실패하고나서 경제개발을 하는데 지원자금을 충당하려는 목적과 이승만 정권 시절부터 일본과 외교관계를 다시 재개하라는 미국의 압력으로 인하여, 일본과의 지지부진하던 회담을 1961년 겨울부터 다시 추진하였다. 미국은 협상의 진전을 위해 독도의 공동소유를 제안하기도 하였다.
이에 대하여, 일본의 사죄가 없이 한일외교를 재개하려는 것에 대개 1965년 야당에서는 굴욕외교라 주장하였고, 장택상, 윤보선, 허정, 박순천, 함석헌 등 야당 지도자들은 굴욕외교 반대라는 명목으로 시위를 하였다. 시내 곳곳에서는 학생, 민간 시위대와 경찰, 군인 사이에서 격렬한 싸움이 벌어졌다. 이 사건은 이후 ' 6.3 학생운동 '으로 불렸다. 이때 정부에선 비상계엄령을 발표후 대학에 휴교령이 내려지고, 언론검열, 집회금지, 영장 없이 체포 구금 등이 이루어졌다. 한편, 이 사건으로 한일회담을 추진해오던 공화당 의장 김종필이 사임하였다. 야당과 학생운동권에서는 일본의 사죄 없는 한일협상은 굴욕외교라며 시위를 벌였고, 조약 조인 이후에도 시위가 격화되자 정부는 위수령을 발하기도 하였다.
이러한 야당과 국민들의 반발이 거센 가운데, 한-일 양국의 국교관계에 관한 조약이 조인되고(1965년 6월 22일), 비준서가 교환(12월 18일)됨으로써, 한일 양국의 정부는 수교를 하였다. 양국은 또한 "일본에 거주하는 대한민국 국민의 지위 및 대우에 관한 협정", "어업에 관한 협정", "재산과 청구권(請求權)에 관한 문제의 해결과 경제협력에 관한 협정", "문화재 및 문화협정에 관한 협정"을 체결하였다. 양국 간의 수교로 양국의 대사가 교차 임명되고, 일본의 장관급 인사가 한국을 공식 방문하였다.
이 조약들로 한국은 일본으로부터 받은 대일 청구권 자금이 적절했는지 논란이 있어 왔다. 한일협정 과정에서도 보상금 8억 달러라는 보상금을 놓고도 적은 액수라는 비판이 있었다. 한일 수교의 조건으로 이승만은 20억 달러를 요구했고, 장면은 28억 5천만 달러를 요구했다. 필리핀은 14억 달러를 받았다. 한편 북한은 계속해서 일본에게 과거사 배상금을 요구하고 있으나 아직까지도 전혀 합의를 이루지 못하고 있다. 그러나 조약을 통해 받은 대일 청구권 자금은 후일 한국 경제를 도약시키는 밑거름이 되었다.
지금까지도 위안부 및 일제에 의해 징병 혹은 징용당한 사람들에 대한 보상은 적절치 않았다는 주장이 있다. 청구권문제와 같이 어업문제 , 문화재 반환문제도 한국측의 지나친 양보가 국내에서 크게 논란이 되었다. 현재, 일본 측에서는 한일 협정을 통해 모든 보상을 마쳤다는 공식 입장을 표명 중이다. 이에 대해 위안부 피해자들은 현재까지 주한 일본 대사관 앞에서 시위를 계속하고 있다. 한편 일본 외무성이 2013년에 시민단체에 공개한 한일 국교 정상화 관련 일본 외교 극비 문서에 따르면 일본은 한국에 우편 저금과 유가증권, 미지급 임금, 연금 등 식민지 지배시 법률관계를 전제로 한 돈만 계산한 것으로 드러났다. 강제 동원에 대한 사죄나 배상은 계산에 넣지 않은 것으로 밝혀졌다.

### 한중 관계
제3공화국은 표면적으로는 중화민국과의 관계를 유지했으나, 중화인민공화국 측의 태도 변화가 감지되기 시작했다. 하지만 중화인민공화국은 조선민주주의인민공화국과의 관계를 당시에는 더 중요시 했기 때문에 그러나 정부 차원의 접촉은 이루어지지 못했다.

### 아시아 및 태평양과의 관계
한국이 아시아·태평양 제국과 현실적으로 긴밀한 관계를 갖게 된 것은 1960년대 이후 그것도 특히 제3공화국 정부가 들어서고난 뒤부터였다. 당시 한국은 국제정치의 다원화(多元化)와 중국 주변에서의 새로운 국제긴장의 조성이라는 정세변화에 능동적으로 대처하기 위한 '새시대외교의 기본좌표'의 하나로, 아시아 반공체제의 강화와 지역내 제반 협력의 증진을 통해 추구해 나갈 것을 정하였다. 종래 진영외교(陣營外交)의 테두리 안에서 수직관계에 있었던 한국의 외교는 다원적 세계 안에서의 수평관계로 전환되는 가운데 국가목표를 달성하기 위한 외교기반을 확장시켜 나갔던 것이다. 그 동안 한국은 베트남 전쟁 파병(1964년~1973년), 한·일 국교정상화(1965년) 등으로 아시아 여러 나라들과의 관계를 넓혀나가는 한편 반공 전선의 구축을 강화하기 위한 동남아 외교정책을 추진해 왔다.
한국은 이미 1960년대의 국제 역학구조 변화에 대비하여 1966년 아시아 태평양 이사회를 중심으로 지역협력에 노력하였다. 이동원이 외무부 장관으로 재직하던 시기에 한국의 선구적인 외교노력이 결실을 보아 1966년 6월 14일부터 16일까지 서울에서 제1차 각료회의를 개최한 결과 창설된 '아시아·태평양이사회'(ASPAC)는 대한민국, 오스트레일리아, 중화민국, 일본, 말레이시아, 뉴질랜드, 필리핀, 타이, 베트남 공화국 등 9개국을 회원국으로 하고 라오스, 인도네시아를 옵저버로 하여 발전하여 왔다. 그 당시 한국은 이 지역기구가 포괄적인 역할을 담당하도록 의도하여, 회원국 상호간의 유대와 결속을 강화하고, 정치·경제·사회·문화 등 제분야에서 협력을 증진함으로써 자유·평화 그리고 새로운 아시아·태평양 공동사회(共同社會)를 건설할 것을 구상하였다. 따라서 한국은 이 기구 자체를 지역안전 방위체제로 유도하려고 노력했으나 일본·말레이시아·뉴질랜드 기타 회원국의 반대로 문화 및 경제협력기구로 만족할 수밖에 없게 되었다. 이 시기에 대한민국은 이란·요르단·이스라엘·사우디아라비아(1962년), 몰디브(1967년)와 수교하였다. 박정희 대통령은 1966년 2월 7일, 말레이시아를 방문하여 이스마일 나시루딘(Ismail Nasiruddin of Terengganu) 국왕 및 툰쿠 압둘 라만 총리 등과 환담하였고, 같은 해 10월에는 필리핀을 한국 대통령으로서는 처음으로 방문하였다.:367

### 한독 관계
공화당 정부는 서구 제국과의 우호·친선관계를 유지·강화하는 데 노력하는 한편, 경제개발 계획의 성취를 위한 경제외교를 적극 추진하여 각국과의 자본협력 및 기술협력 관계를 가일층 강화하고 통상관계를 증진시키는 데 노력하였다. 특히 서구국가 중 독일 연방공화국과의 관계가 가장 중심이 되었다. 독일 연방공화국과는 1961년 3월 18일 한·독 기술원조협정을 체결한 것을 비롯하여, 동년 12월 13일에는 한·독 차관협정, 1962년 3월 15일 한·독 경제협력의정서, 1963년 2월 14일 한·독 경제고문단 설치에 관한 협정 등이 체결되어 경제협력 관계가 강화되었다. 1964년 12월 6일에는 독일 대통령의 초청을 받아 박대통령이 독일을 공식 방문하였다. 에르하르트 수상을 면담할 때, 그는 박정희의 손을 잡고 한국에 지원을 약속했다. 이것은 한국의 국가 원수로서는 최초의 유럽 방문으로서, 이 방문을 통한 양국 정상회담에서는 한·독 양국간에 우호와 협조를 증진시키고, 국토가 분단된 공동운명체로서의 유대의식을 재확인하고, 공동목표의 성취를 위해서 동일보조를 취한다는 데 합의를 보았다. 또한 방독 중인 12월 7일에는 한·독 경제협력협정이 체결되어 1억 5,900만 마르크 규모의 차관을 공여(供與)받았다. 박 대통령의 방문 중, 에르하르트는 '라인강의 기적'을 예로 들며 고속도로와 제철산업, 자동차산업, 정유산업, 조선산업 등을 할 것과 '한·일협정'을 맺을 것도 자문하였다. 1965년에는 MRO차관 1,500만 마르크, 통신시설의 확장을 위한 재정차관(財政借款) 1,900만 마르크를 제공받고, 한·독 실무자 회담을 서울에서 개최하여 양국경제관계의 전반을 협의하였다. 1966년에는 효성물산 나일론사(絲) 공장차관 832만 마르크와 영남화력발전 차관 8,800만 마르크가 도입되었다. 1967년 3월 2일에는 박대통령의 초청으로 뤼브케 서독 대통령이 방한(訪韓), 3월 6일 국토통일을 위한 긴밀한 협력, 한국의 제2차 경제개발 5개년 계획에 대한 지원, 독일 기업의 대한투자(對韓投資) 장려, 제2영남화력 발전소·낙농(酪農) 시범농장·부산직업학교·괴테회관의 설립 등에 최선의 노력을 경주할 것 등을 내용으로 하는 공동성명이 발표되었다. 그 후 1970년 2월 18일에는 한·독 광부협정, 5월 15일에는 한·독 문화협정이 체결되고, 이어 다음날 부산 직업훈련소 설치에 관한 협정이 체결되는 등 양국의 경제협력관계는 미국 및 일본에 다음가는 밀접한 관계를 가지게 되었다.

### 기타 서유럽과의 관계
프랑스 및 이탈리아와의 경제협력 관계와 우호관계도 계속 강화되어, 이탈리아·프랑스와의 어업협정을 통한 어선의 도입, 팔당 수력발전을 위한 프랑스와의 차관계약이 1964년 11월에 정식으로 조인되었다. 또한 이탈리아와는 1961년 3월 7일 한·이 특허권 및 상표권(商標權) 상호 보호협정, 1962년 1월 15일 한·이 경제협력의정서, 1965년 3월 9일 한·이 무역협정 등이 체결되었다. 프랑스와도 1961년 2월 1일 한·불 상표·상호(商號) 등록에 관한 협정을 비롯하여, 1962년 5월 25일 한·불 관세협정 등이 체결되었다. 영국도 경제협력을 통하여 한국의 경제발전에 많은 기여를 하였으며, 한국과의 사이에 철도신호시설의 도입을 위한 차관계약을 하였다. 그리고, 벨기에·그리스·네덜란드·포르투갈(1961년), 아이슬란드·스위스·룩셈부르크(1962년)과 오스트리아·바티칸 시국(1963년), 몰타(1965년)와의 수교가 이루어졌다.

### 베트남 전쟁 파병
대한민국은 미국의 요청 등에 따라 행해진 대한민국 최초로 국군 해외 파병으로 1964년에 베트남에 군대를 파병했다. 전세가 치열해지기 시작한 1965년부터 휴접협정이 조인된 1973년까지 파병하였고 1965년 후방지원부대 파병을 시작으로 육군 맹호부대와 해병 청룡부대가 파병되었고, 1966년에는 '브라운 각서'의 조인으로 백마부대가 추가 파병되어 베트남참전 8년간 총 31만 2,853명의 병력이 파견되었다. 외화획득 등 많은 경제적 이익과 전투 경험을 얻은 반면 그 대가로 수많은 전사상자와 고엽제 피해를 낳았다. 베트남 전쟁 파병은 한국 경제의 활로를 트고 군을 현대화하는 데 기여하였다는 긍정적인 평가와 함께 베트남 파병이 국군의 목숨을 담보로 한 미국의 용병일 뿐이었다는 비판과 함께 베트남에서 자행한 국군의 과오등 비판이 제기되고 있다.

### 공산권과의 관계
공산권 제국(諸國)은 한국의 국체를 부정하는 입장을 취해 왔기 때문에 한국과 공산국가와의 관계는 완전 단절 상태를 지속해왔다. 1970년대에 들어와 한국이 북한을 능가하는 경제력과 국력을 갖게 되면서 다변외교를 공산권에까지 확대하려는 정책을 취하기 시작했다. 이러한 실질적인 다변외교의 시발점이 된 것은 비적성(非敵性) 공산국가와의 통상관계를 허용하겠다는 1971년 봄의 박정희 대통령의 발언으로서, 이를 계기로 정부는 대공산권 관계개선방침을 세우고서 유고슬라비아와 직접적인 통상관계를 수립하려고 시도하였다. 정부는 국교수립의 기본원칙으로 삼고 있던 할슈타인 원칙을 전면 폐지한 것으로 1971년 8월 7일 알려졌다. 정부고위 소식통은 "할슈타인 원칙은 동서화해를 모색하고 있는 현 국제 조류에서는 비현실적인 것이라고 말하고 그러나 이것은 이미 우리의 외교원칙이 아니기 때문에 폐지선언을 하거나 발표할 성질의 것이 아니다."라고 말했다. 정부의 이같은 할슈타인 원칙폐지방침은 "우리에 적대행위를 취하지 않는 어느 국가와도 수교할 태세를 갖추고 있다."는 1971년 8월 6일 김종필 국무총리의 국회 발언이 이를 충분히 뒷받침하고 있다. 남북적십자회담(1972년)의 진전 및 7·4 남북 공동 성명(1972년)의 발표는 이러한 정부 방침에 보다 적극성을 띠게 만들었다.
김용식 외무장관이 7월 8일 국회의 대정부 질문에 대한 답변을 통해 소련·중국·동구 국가와 통상을 포함한 관계 개선을 희망한다고 발언한 것은 그러한 증거라 할 수 있다. 김종필 국무총리 역시 7월 18일 국회에 대한 서면답변에서 중립국과 비적성 공산국가와의 접근은 정부의 다변안보외교라는 기본방침에 따라서 취하고 있는 조처이며, 단계적으로 교류를 시도하되 종국에 가서는 외교관계까지 확대되어야 할 것이라고 밝히는 한편, 할슈타인원칙을 맹목적으로 고수하지 않고 신축성 있게 상황 변동의 추이에 따라 운용한다는 정부방침을 제시하였다. 특히 김종필 국무총리는 8월 11일 방미(訪美) 중 『뉴욕 타임스』 기자와의 인터뷰에서 만일 중국과 소련이 한국에 적대적인 정책을 버리고 한국의 주권을 인정한다면 이들과의 관계도 수립할 용의가 있다고 말하여, 한국의 대공산권 외교가 원칙론적인 데서 상대적인 것으로 변화되어 가고 있으며 적성국가의 개념이 고착적(固着的)인 것에서 신축성 있는 개념으로 변경되고 있음을 명백히 하였다. 요컨대 한국의 대공산권 외교방침은 박정희 대통령이 1972년 9월 2일에 행한 시정연설에서 밝혔듯이 유연성 있고 자주적인 실리외교(實利外交)를 추구한다는 원칙하에 이데올로기를 초월하여 비적성 공산국가와의 통상교류로부터 시작, 점차 그 접촉의 폭을 넓혀가는 방향으로 나아가고 있다. 한국정부가 이러한 방침을 취하게 된 것은 국제적인 다원화경향 속에서 종래의 폐쇄적인 대공산국 대결정책을 취하기 힘든 상황이 전개되고 있기 때문에 한국도 내정불간섭(內政不干涉)·상호주권존중 원칙하에 국가적 실리를 추구하려는 현실주의적 정책을 지향하게 되었다고 할 수 있다. 또한 더욱 중요한 것은 남북접촉을 통한 북한과의 정치·사회·경제의 비교에서 우리가 절대적 우위를 점하고 있다는 것이 증명됨으로써 국제적인 문제에 적극적인 태도를 취하면 취할수록 우리에게 유리하다는 자신을 갖게 되었다는 것이다. 더구나 남북적십자회담 제2차 서울본회담 등을 통해서 한국인의 반공의식이 확고부동하다는 것이 증명됨으로써 공산국가와의 접촉에서 생겨날지도 모를 부작용에 대한 우려가 점차 사라지게 된다는 것 등이 그 원인이 되고 있다.
1972년 8월 방미 중이던 김종필 총리가 제2차 남북적십자회담(1972년 9월 13일, 서울)에 공산권의 기자 입국을 허용한다고 밝혔고, 이어 비정치적인 경제교류에서 유연성을 나타내기 시작했다. 1970년 12월 개정된 무역거래법에 따라 대공산권 교역을 종래의 간접거래에서 직접거래로 전환시키고자 시도해 왔는데 그 결과 매년 거래액이 증가해 갔다. 뿐만 아니라 교통부 훈령 제386호 1조에 규정되어 있는 외국선박에 대한 출입항(出入港) 규정 중 북한·중국·월맹·쿠바 등 적대국가로 가는 배의 입항금지 부분 중 쿠바를 해제했다. 또 한국 선박의 공산국 기항문제와 다국적 기업 종사자의 공산국가 상륙 문제도 신축정책을 적용토록 했다.

### 중립국과의 관계
이 시기는 냉전의 종결에 따른 평화공존의 흐름이나 아시아·아프리카의 신생국들의 대거 UN 가입과 더불어 재래의 국제정치 권력구조의 다원화 추세를 배경으로 하는 UN과 한반도 안팎에서 남북한의 UN동시 초청 논쟁과 남북지위의 경쟁적인 대결에 골몰한 시절이다. '두 개의 한국관'을 누르고 유일 합법성을 고수하는데 있어 그 많은 제3세력과의 새로운 관계와 지지표가 긴요해서 신축성 있는 대중립국 접근이 적극적으로 시도되었다. 대한민국은 자유우방과의 선린증진 및 유대강화에 못지 않는 중립국과의 친선유대책을 도모함으로써 중립국 군(群) 속의 지지세력을 늘여 나갔다. 그러나 이 시기에 와서는 남북한을 나누어 보는 중립국의 처지에도 상당한 성격이 깃들이기 시작하여 중립적 입장에서 대한민국만을 지지하는 나라도 있고 그들 중 뒤어어 북한에도 접근하려는 나라도 있으며, 또한 그런가 하면 처음으로 남북한을 동시에 대등하게 주목하려는 나라도 있어 대북(對北) 이중접근을 견제하려는 할슈타인 원칙이 적용되기도 했다. 이 시기에 전개된 다각적이고도 능동적인 대중립국 외교의 주요내용은 첫째 중립국의 승인·외교망의 확장·친선사절단의 파견·초청외교의 강화 등을 통한 정상적 외교차원의 모색, 둘째 중립국과의 통상관계 촉진을 통한 실제적인 이해관계의 확대와 셋째 문화교류 및 기술협력을 통한 상호이해의 증진과 협력제휴의 도모 등이었다. '두 개의 한국'에 뜻을 둔 북한측도 경제적 문화적인 대중립국 관계의 확대와 각 중립국내의 공산세력과 제휴하는 소위 인민외교를 통해서 반서방적인 연대형성과 국제적 지위의 향상에 온갖 방편을 동원하였다. 그래서 UN 내외나 중립국 내외에서는 남북한간의 경쟁적인 총력외교가 집약적으로 진행되는 양상을 엿보이기도 했다. 이 시기는 제3공화국이 탄생하고 중국의 지위가 향상되어가는 1964년 초를 중간으로 해서 그 전반은 고식적인 고립외교가 점차로 지양되어가는 시기이고 그 후반은 다각적인 적극외교가 더욱 실질적이고도 경쟁적인 방식으로 치열하게 전개된 시기이다.

### 아르헨티나와의 관계
박정희는 아르헨티나와 외교를 시작했으며 넓은 아르헨티나의 국토를 활용하기 위해 1971년에 국가예산을 들여 아르헨티나에 땅을 구입한 뒤 국민들 중 일부를 엄선하여 대한민국 정부에서 구매한 아르헨티나 땅으로 보내 농사를 짓도록 했다. 그러나 대한민국과 아르헨티나의 기후가 완전히 다른 데다가 아르헨티나 정부로부터 구입한 상당수의 땅이 황무지였으므로 파견된 대한민국의 농부들은 적응을 하지 못한 채 아르헨티나의 각 지역으로 뿔뿔이 흩어졌다. 하지만 박정희가 구입한 아르헨티나의 땅 중 산 하비에르는 농업에 적합한 땅으로 훗날 박정희는 산 하비에르에 한해서 아르헨티나로 파견된 농민들에게 소유권을 이전시켜줬다. 박정희로부터 시작된 아르헨티나와의 외교관계는 현재도 돈독해지는 추세이며 현재 대한민국과 아르헨티나는 상호 비자면제 협정을 할 정도로 준우방국이 되어 있다.

## 국방
박정희는 집권 초기부터 자주국방 정책을 추진하였다. 박정희는 "미군이 우리의 국방을 맡아주고 있다는 생각을 국민들이 가지고 있는 한 시위에 따른 안보상의 불안에 대해서는 책임있게 판단하지 않고 함부로 행동하게 될 것"이라고 생각하였다. 그는 "자주국방을 하지 못하면 진정한 독립국가도, 책임 있는 국민도 될 수 없다"고 말하곤 했었다.
1962년 5월 5일 해양경찰을 발족하고 1968년 1월에는 기동타격대를 창설, 1968년 4월에는 향토 예비군을 창설하였다. 1965년 4월 3일 초음속 전투기를 도입하였으며, 동해안 등에 기지를 설치하였다. 1969년 1월 7개 시군의 고교생과 대학생에 군사 교련훈련 실시를 시범적으로 정하였고, 71년 12월 전국에서 첫 민방공훈련을 실시하였다.

## 교육
제1차 의무교육시설확충 5개년 계획(1962년 ~ 1967년), 제2차 의무교육시설확충 5개년 계획(1967년~1971년) 등을 수립 추진하였다. 1963년 6월 26일 사립학교법을 공포하여 사립학교 운영의 기준을 세웠다.
1968년 국민교육헌장을 선포하였고, 1970년 3월 장기종합교육계획시안을 마련 발표하였다. 이 안에 의하면 1986년까지 의무교육 확대를 단계적으로 실시하고, 의무교육을 9년으로 연장하는 것과, 교육세를 신설하는 조항이 포함되었다.
그런가 하면 1964년 1월 4일 시도 단위 교육자치제를 실시하여 시도 교육청에 교육행정권을 위임하기도 했다. 1968년 7월 15일 71년까지 중학입시시험을 폐지하는 등 입시개혁안을 발표한 반면 10월 14일 대학교 입시 예비고사제를 1969년부터 실시하게 하였다. 또한 국공립중학교증설 7개년 계획과 고등학교기관확충계획을 추진하였고 1969년 11월에는 공장 근로자들을 위한 금성사 등 7개 대기업체에 회사 내에 이공계 실업학교 부설을 지시하였다.
1976년 5월 20일에는 국비 장학생을 선발하여 유학보내는 제도를 신설하였고, 1976년 7월에는 일반 영세 기업체들이 산집해 있는 공단 근로자를 위해 야간중학 개설을 지시하였다.

## 같이 보기
- 박정희 정부

## 참고 문헌 및 자료
- “박정희 대통령 기념사업회”. 2007년 9월 30일에 원본 문서에서 보존된 문서. 2008년 10월 30일에 확인함.
- 〈자아의식과 시련의 시기(1961∼80년)〉. 《글로벌 세계 대백과사전》.
- 강원용. “강원용 목사의 체험 한국 현대사 ③ '박정희 축출' 다짐했던 미국, 베트남 파병 대가로 정권 보장”. 《신동아》. 2004년 2월호 (통권 533 호).
- 조갑제 (2009년 3월 18일). “박정희-존슨 회담과 월남파병”. 조갑제닷컴.